# Scrophularia frutescens var. latifolia
Scrophularia frutescens subsp. latifolia é uma variedade de planta com flor pertencente à família Scrophulariaceae. 
A autoridade científica da variedade é Benth., tendo sido publicada em DC., Prodr. 10: 316 (1846).

## Portugal
Trata-se de uma variedade presente no território português, nomeadamente em Portugal Continental.
Em termos de naturalidade é nativa da região atrás indicada.

## Protecção
Não se encontra protegida por legislação portuguesa ou da Comunidade Europeia.